# Charles Degotte
Ne doit pas être confondu avec son fils Charlie Degotte
Charles Degotte, né le 4 juillet 1933 à Verviers (province de Liège) et mort le 20 avril 1993 à Bruxelles (région de Bruxelles-Capitale), est un auteur de bande dessinée belge.

## Biographie
Charles Degotte naît le 4 juillet 1933 à Verviers.

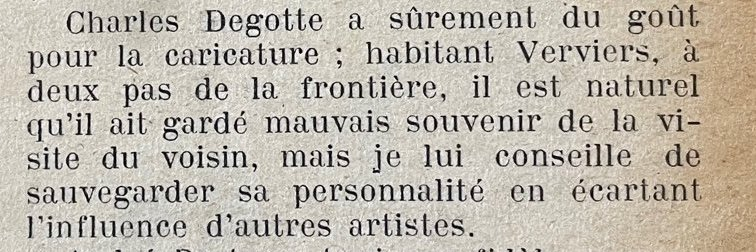
Charles Degotte dans Lecteurs, votre coin du Spirou no 602 du 27 octobre 1949 en bande dessinée, page 16.

Sa passion pour le dessin date de son enfance puisqu'il est mentionné et félicité par le gestionnaire de la rubrique : Lecteurs, votre coin dans le Spirou no 602 du 27 octobre 1949 en page 16. Cette rubrique consistait aux jeunes lecteurs d'envoyer dessins et poèmes et, le Plumitif, (dans le texte), prodiguait conseils et encouragements à ces futurs artistes. Il travaille d'abord comme ouvrier à la fabrication de machine-outils chez Duesberg pendant 9 ans. Il entre à l'académie de Verviers et il trouve un travail de décorateur au Grand Bazar de Verviers où il réalise la fresque du rayon poissonnerie fréquentée par Raymond Macherot. Ce dernier décèle immédiatement le potentiel du jeune dessinateur au trait précis et nerveux.   
Au début des années 1960, Charles Degotte est engagé par Charles Dupuis au sein de l’équipe qui réalise la maquette de l’hebdomadaire Spirou comme metteur en page. Cela lui permet de rencontrer Franquin, Peyo, Roba et Tillieux. Il vient à la bande dessinée par le truchement du studio T.V.A., le studio de dessin animé de Dupuis.
En 1961, profitant de l’arrivée des mini-récits dans Spirou, Charles Degotte crée le personnage du Flagada, un drôle de volatile à hélice. Le personnage rencontre un certain succès, ce qui lui permet de vivre de nombreux gags de une à quelques planches, et deux histoires plus longues : Emilius le terrible (44 planches) repris tardivement en album chez MC Productions en 1989 et Le Martin-bêcheur (42 planches). En 1996, la collection « Les Classiques du rire » intègre Le Flagada et les pépins de la pêche aux éditions Dargaud Benelux. Depuis 2004, Le Coffre à BD entreprend une réédition patrimoniale de la série qui compte huit intégrales.
En 1984, il lance la série des Motards, qu'il continuera jusqu'à son décès et dont dix albums paraissent aux éditions Dupuis.
De 1986 à 1987, sur le thème de la série Les Motards, il illustre la chronique moto Essai motard, sur des textes de Geo Salmon.
Pour Gaston Lagaffe, Degotte apporte les idées de 2 gags nos 780 et 826 à Franquin dans les années 1970.
Selon Patrick Gaumer, Charles Degotte a un trait rond et nerveux, il se distingue comme un dialoguiste hors pair.
Degotte participe à divers collectifs dont Pétition - À la recherche d'Oesterheld et de tant d'autres ! (Amnesty International, 1986), Parodies 2 - ... par leurs vrais auteurs ! (MC Productions), et 1001 Visions du sexe (Graph Zeppelin, 2014).
À la suite d'une longue dépression, Charles Degotte se suicide le 20 avril 1993 à Bruxelles, à l'âge de 59 ans.

### Vie privée
Il était le père du dramaturge, metteur en scène et acteur Charlie Degotte.

## Œuvre

### Publications
- Collection du Carrousel
  - 1966 : Bigoudi, le petit hérisson frisé, Dupuis Collection du Carrousel no 8
  - 1967 : Antonin et le petit cirque, par Degotte et Will, Collection du Carrousel no 11, Dupuis
  - 1967 : Bigoudi, Le hérisson frisé, et Julie la taupe qui voulait pêcher la lune, par Degotte et Matagne, Collection du Carrousel no 13, Dupuis
  - 1967 : Le Ballon de Bigoudi, par Degotte et Matagne, Collection du Carrousel no 16, Dupuis
  - 1968 : Antoine et l'anneau magique, dessins de Will, texte de Degotte, Collection du Carrousel no 23, Dupuis
  - 1968 : A.B.C. des animaux, Lucy et Degotte, Collection du Carrousel no 27, Dupuis
  - 1968 : Grand Coq, Degotte et Dubois, Collection du Carrousel no 33, Dupuis.

- Le Flagada (dessin et scénario), série terminée[11].
  - 1981 : Le Flagada (Éditions Pepperland, album broché).
  - 1989 : Emilius le terrible, scénario : Bom, Toulon, M.C Productions (OCLC 937635102).
  - 1996 : Le Flagada et les pépins de la pêche[6], Dargaud Benelux, coll. « Les Classiques du rire » no 2  (ISBN 2-87129-103-9).
  - 2005 : Mini-récits Tome 1 (édition du Taupinambour et Le Coffre à BD, album broché).
  - 2005 : Mini-récits Tome 2 (édition du Taupinambour et Le Coffre à BD, album broché).
  - 2006 : Mini-récits Tome 3 (édition du Taupinambour et Le Coffre à BD, album broché).
- Int. 1. Intégrale 1 : 1966-1972, Le Coffre à BD, Tournefeuille, mars 2007
Scénario et dessin : Charles Degotte - Couleurs : quadrichromie -  (ISBN 2-350-07049-2)
- Int. 2. Intégrale 2 : 1972-1975, Le Coffre à BD, Tournefeuille, octobre 2007
Scénario et dessin : Charles Degotte - Couleurs : quadrichromie -  (ISBN 2-350-07065-4)
- Int. 3. Intégrale 3 : 1976-1978, Le Coffre à BD, Tournefeuille, novembre 2008
Scénario : Charles Degotte, Bom - Dessin : Charles Degotte - Couleurs : quadrichromie -  (ISBN 2-350-07093-X)
- Int. 4. Intégrale 4 : 1979-1981, Le Coffre à BD, Tournefeuille, mai 2009
Scénario : Charles Degotte, Bom - Dessin : Charles Degotte - Couleurs : quadrichromie
- Int. 5. Intégrale 5 : 1981-1988, Le Coffre à BD, Tournefeuille, décembre 2009
Scénario et dessin : Charles Degotte - Couleurs : quadrichromie -  (ISBN 2-350-07133-2)
- Int. 6. Intégrale 6 : 1961-1967 mini-récits, Le Coffre à BD, Tournefeuille, juillet 2010
Scénario et dessin : Charles Degotte - Couleurs : quadrichromie -  (ISBN 978-2-350-07149-7)
- Int. 7. Intégrale 7 : 1967-1968 mini-récits, Le Coffre à BD, Tournefeuille, mai 2011
Scénario et dessin : Charles Degotte - Couleurs : quadrichromie -  (ISBN 978-2-350-07183-1)
- Int. 8. Intégrale 8 : 1968-1971 mini-récits, Le Coffre à BD, Tournefeuille, mai 2011
Scénario et dessin : Charles Degotte - Couleurs : quadrichromie -  (ISBN 978-2-350-07198-5)

- Les Motards (dessin et scénario), série terminée[12]
- 1. Les Motards, Dupuis, Marcinelle, 1er trimestre 1986
Scénario et dessin : Charles Degotte - Couleurs : quadrichromie -  (ISBN 2-8001-1266-2)
- 2. Et les motards, mon cher Watson ?, Dupuis, Marcinelle, janvier 1987
Scénario et dessin : Charles Degotte - Couleurs : quadrichromie -  (ISBN 2-8001-1475-4)
- 3. Mieux vaut motard que jamais, Dupuis, Marcinelle, octobre 1987
Scénario et dessin : Charles Degotte - Couleurs : quadrichromie -  (ISBN 2-8001-1536-X)
- 4. Allegro moto vivace, Dupuis, Marcinelle, août 1988
Scénario et dessin : Charles Degotte - Couleurs : quadrichromie -  (ISBN 2-8001-1605-6)
- 5. Jeux de mots, tôt… jeux de mots, tard..., Dupuis, Marcinelle, mai 1989
Scénario et dessin : Charles Degotte - Couleurs : quadrichromie -  (ISBN 2-8001-1660-9)
- 6. Grosso moto, Dupuis, Marcinelle, avril 1990
Scénario et dessin : Charles Degotte - Couleurs : quadrichromie -  (ISBN 280011729X)
- 7. Les Chevaliers moto toniques, Dupuis, Marcinelle, mai 1991
Scénario et dessin : Charles Degotte - Couleurs : Véronique Grobet -  (ISBN 2800118237)
- 8. Motos à gogo, Dupuis, Marcinelle, mars 1992
Scénario et dessin : Charles Degotte - Couleurs : quadrichromie -  (ISBN 2800119144)
- 9. Les Motos de Panurge, Dupuis, Marcinelle, décembre 1992
Scénario et dessin : Charles Degotte - Couleurs : Bruno Wesel -  (ISBN 2-8001-1964-0)
- 10. Monomoto, Dupuis, Marcinelle, septembre 1993
Scénario et dessin : Charles Degotte - Couleurs : Bruno Wesel -  (ISBN 2-8001-2041-X)

- Boule et Bill
- Int. 3. Intégrale 3 (1967 - 1969)[13],[14], Dupuis, Marcinelle, 10 novembre 2023
Scénario : Jean Roba, Yvan Delporte, Charles Degotte - Dessin : Jean Roba - Couleurs : Vittorio Leonardo -  (ISBN 978-2-8085-0337-2)

### Collectifs
- Pétition - À la recherche d'Oesterheld et de tant d'autres[15] ! , Amnesty International, Bruxelles, 1986
Scénario : collectif - Dessin : collectif dont Charles Degotte - Couleurs : noir et blanc
- 2. Parodies 2 - ... par leurs vrais auteurs ![16], M.C. Productions, novembre 1988
Scénario : collectif - Dessin : collectif dont Charles Degotte - Couleurs : quadrichromie -  (ISBN 2-87764-011-6)Participation : Les Motards (2 planches).
- 1001 Visions du sexe, Graph Zeppelin, 28 novembre 2014
Scénario : Patrice Bauduinet - Dessin : collectif dont Charles Degotte - Couleurs : noir et blanc -  (ISBN 979-10-94169-01-8)
- Contes de Noël du journal Spirou 1955-1969, Dupuis, coll. « Patrimoine », Marcinelle, 27 novembre 2020
Scénario : collectif - Dessin : collectif dont Charles Degotte - Couleurs : quadrichromie -  (ISBN 979-10-34738-18-2)

### Expositions individuelles
- Le Flagada – Un mythe de la BD!, Galerie Champaka, Bruxelles du 8 au 24 février 2024[2],[17].

### Collections publiques
4 œuvres de cet artiste sont conservées au Centre belge de la bande dessinée et font partie du patrimoine mobilier de la région Bruxelles-Capitale.

## Réception

### Hommage
Dans Spirou no 3852 (8 février 2012), p. 43, Tome et Janry lui rendent hommage avec une planche intitulée L'illustre inconnu, où son suicide est mentionné.

### Études
- Sylvain Lesage, « La cité obscure. Les libraires-éditeurs bruxellois, de l’invention d’un patrimoine à la recherche d’une modernité : les éditeurs franco-belges et l’album, 1950-1990 », dans Publier la bande dessinée, Presses de l’enssib, 12 mars 2018 (ISBN 9782375460825, présentation en ligne), chap. 6.

#### Livres
: document utilisé comme source pour la rédaction de cet article.
- Jean Van Hamme, Introduction à la bande dessinée belge, Bruxelles, Bibliothèque royale de Belgique, 1968, 80 p., ill. ; 26 cm (lire en ligne), p. 13[catalogue] publié à l'occasion de l'exposition La bande dessinée en Belgique, Bibliothèque Albert Ier, [Bruxelles], du 29 juin au 25 août 1968.
- Henri Filippini, « Degotte, Charles », dans Dictionnaire de la bande dessinée, Paris, Bordas, 1989, 731 p., ill. ; 27 cm (ISBN 2-04-018455-4, OCLC 1244909550, BNF 35065653, présentation en ligne), p. 608.
- Jean Pirotte (dir.) et Luc Courtois, Du régional à l'universel. : L'imaginaire wallon dans la bande dessinée., Louvain-la-Neuve, Fondation wallonne Pierre-Marie et Jean-François Humblet, 1999, 310 p. (ISBN 978-2-9600072-3-7 et 2960007239, OCLC 1075833932), p. 215 lire sur Google Livres
- Jacques Fiérain, « Degotte, Charles », dans La BD à Bruxelles et en Brabant, Charleroi, Éd. l'Âge d'or, avril 2003, 144 p., ill. ; 31 cm (ISBN 9782960119664 et 2960119665, OCLC 470388171, présentation en ligne), p. 32.
- Patrick Gaumer, « Degotte, Charles », dans Dictionnaire mondial de la BD, Paris, Larousse, 2010, 953 p., ill. ; 27 cm (ISBN 978-2-0358-4331-9 et 2-0358-4331-6, OCLC 920924930, présentation en ligne), p. 236-237. .
- François Ayrolles, « Degotte rencontre le Flagada », dans Moments clés du journal de Spirou 1937-1985, Marcinelle, Dupuis, coll. « Patrimoine », 2 mars 2018, 312 p., ill. ; 20,8 cm (ISBN 9782800171142 et 2800171146, OCLC 1034784873, présentation en ligne), p. 191-192.
- Philippe Mellot, Michel Denni, Laurent Turpin et Isabelle Morzadec, Trésors de la bande dessinée : BDM 2021-2022 - Catalogue encyclopédique et Argus, Paris, Les Arènes, novembre 2020, 22e éd., 1700 p., ill. ; 23 cm (ISBN 9791037502582, OCLC 1240308146, présentation en ligne), p. 437, 769. .

#### Périodiques
- M. Archive alias Thierry Martens, « Dossier Spirou : Qui est qui ? », Spirou (supplément), Dupuis, no 1652,‎ 11 décembre 1969, p. 1 (lire en ligne)
- Hugues Dayez, « Les Aventures d'un journal : Les 11 ans du Flagada », Spirou, Dupuis, no 3915,‎ 24 avril 2013, p. 23.

#### Articles
- Robert Rouyet, « Disparition d'un auteur de bandes dessinées Charles Degotte avait créé le Flagada et les Motards », Le Soir,‎ 24 avril 1993 (lire en ligne , consulté le 5 juillet 2024).